# Chilișoaia (okręg Jassy)
Chilișoaia – wieś w Rumunii, w okręgu Jassy, w gminie Dumești. W 2011 roku liczyła 186 mieszkańców.